# Měsíc je drsná milenka

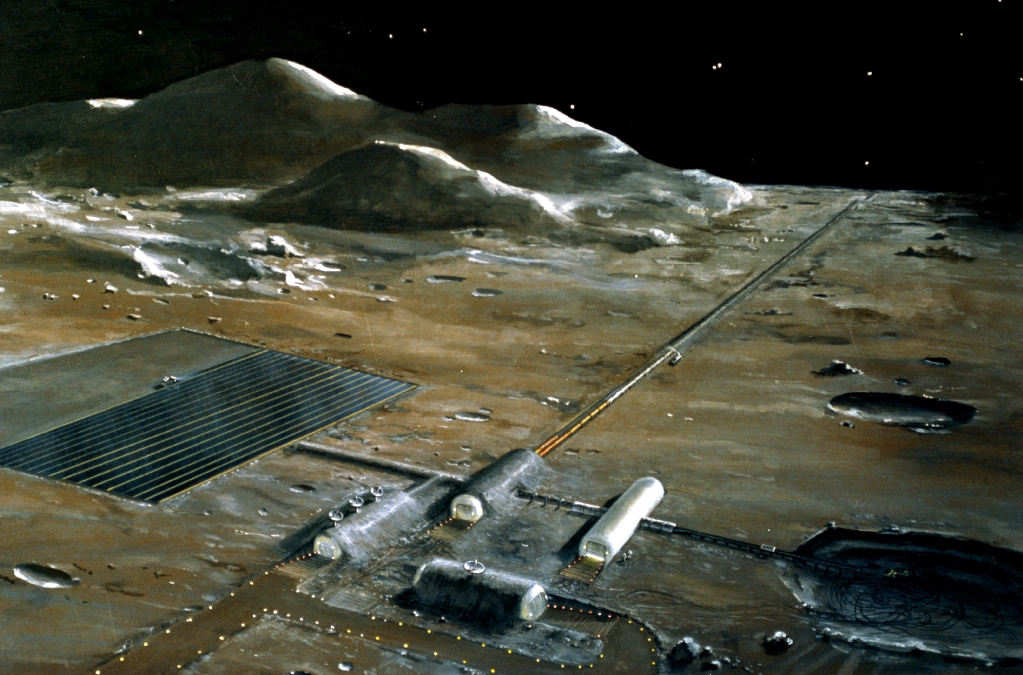
Koncept elektromagnetické startovací dráhy, který se v knize také objevuje (nákres NASA)

Měsíc je drsná milenka (anglicky The Moon Is a Harsh Mistress) je vědecko-fantastický román amerického spisovatele Roberta A. Heinleina vydaný roku 1966 (do češtiny přeložil Martin Tkaczyk, vydáno roku 1994 v nakladatelství AND Classic, ISBN 80-85782-12-X). Tento román je označován za jeho nejlepší dílo, roku 1967 také získal ocenění Hugo.
Ústředními motivy knihy jsou kolonizace Měsíce a polidštění umělé inteligence. V díle jsou jasné prvky liberalismu (až anarchismu), individualismu, antiautoritářství a antikomunismu – autor navštívil SSSR. V románu je zevrubně popsána struktura tajné revoluční organizace, která měla být návodem pro nespokojené obyvatele Sovětského svazu.[zdroj?] Jsou zde také prezentovány neobvyklé Heinleinovy názory na manželství – na Měsíci jsou totiž běžné různé druhy mnohomužství a mnohoženství – které zapadají do anarchistické společnosti.
Román je věnován Petemu a Jane Sencenbaughovým. Je členěn do tří částí:
- Myslící stroj
- Chátra u moci
- Nic není zadarmo!

## Děj
Román nás přivádí do roku 2075 na Měsíc, který byl kolonizován jako trestanecká kolonie a v současnosti tam žijí 3 miliony, v drtivé většině již ale svobodných lidí. Život na ní je sice těžký, ale Luňané se vyvinuli z mixu různých pozemských ras a dnes je z nich už nový národ. Vypravěčem se stává Luňan, počítačový technik Manuel, který si je sice vědom nerovné situace na Luně, ale o politiku se raději příliš nezajímá. Zjistil, že nejvýkonnější počítač ve vládním komplexu získává vlastní vědomí a že se začíná chovat jako člověk, nikomu se s tím ale nesvěřuje. Jednoho dne se ale náhodou dostává na shromáždění protivládních vzbouřenců, kteří chtějí reformu a víc volnosti. Nečekaně tam však zasáhnou vládní jednotky, ale i přes menší ztráty je všech 9 gardistů zabito. Manuel se pak skrývá s důležitou členkou organizace v hotelu v Luna City, ale zdá se, že se po nich nepátrá. Vyhledá je i profesor a Manuel se je oba rozhodne představit svému příteli, inteligentnímu počítači Mikovi, pomocí telefonního spojení, které tajně vytvořil.
Ještě ten večer spolu vedou dlouhé rozhovory (u dvou lahví vodky) a nakonec z toho vznikne s Mikovou pomocí nová revoluční organizace, která má dokonalou organizační strukturu a jsou promýšleny první plány na převzetí moci od Správce. Pak jsou popisovány postupy revoluce, přípravy a nutnost podrobného plánování. Pak se ale stane něco nečekaného.
Noví gardisté-vojáci, kteří přiletěli ze Země na pomoc Správci dohlížet nad revoltující kolonií, znásilnili a zavraždili mladou dívku, ta je ještě před smrtí stačí označit za pachatele a strhnou se nepokoje, vojáci jsou zabiti a Správce je svržen. Vůdčí revoluční výbor, v jehož čele stojí Mike, který si pro kontakt s veřejností vytvořil imaginární charakter Adama Selena, se snaží převrat ututlat co nejdéle, aby měli čas připravit se na další události. Když jsou však prozrazeni, musejí jednat. Manuel tak odlétá společně s profesorem v kontejneru s obilím na Zem, kde jsou ošetřeni a vedou rozhovory se zástupci Spojených národů. Avšak jsou neúspěšní a musejí být tajně dopraveni zpět na Lunu, s čímž jim pomůže jejich pozemský přítel Stuart, který už předtím organizoval kroky, jež byly na Zemi potřebné pro úspěch revoluce.
Země se ale nevzdává tak snadno a posílá na Lunu vojenské lodě. Přes 10 tisíc zdrogovaných, speciálních a po zuby ozbrojených vojáků je v bojích o svobodu Luny zabito a přibližně třikrát tolik zemře i Luňanů, včetně žen a dětí. Invaze je nakonec odražena a Luňané začnou bombardovat Zemi kameny v ocelových kontejnerech, které mají při dopadu sílu přibližně jako atomová bomba. Jsou odpalovány z indukčních katapultů, které se původně používaly na posílání obilí pro hladovou, přelidněnou Zemi. Jsou bombardovány pouze vojenské cíle a prázdná místa – pro výstrahu, ale Země nepřestává posílat další lodě a tvrdě cenzuruje svá vlastní média. Když ale má dojít už k několikátému bombardování a ztráty lodí na straně Země jsou dostatečně značné, uznávají svobodnou Lunu Velká Čína (nástupce komunistické Číny) a později také další státy a otevírají znovu možnost rozhovorů, tentokráte rovnocenných. Profesor zemře vyčerpán v okamžik vyhlášení vítězství Luňanů. Manuel se zřekne všech funkcí a žije opět normální život. Po několika letech Luna jen rozkvétá, i když se provedla spousta změn. Pro Manuela je však ztrátou také smrt Mika. Ten totiž po bombardování Měsíce z orbity neznámo proč, ztratil své vědomí a stal se z něj opět obyčejný počítač.

## Postavy
- Počítač Mike alias Adam Selen – oživlý superpočítač, v podstatě náhodně vzniklá umělá inteligence. Postupem času, jak se vyvíjí, se stále více podobá člověku.
- Manuel Davis O'Kelly – řečený Mana, Luňan s typicky promíchanými kořeny, technik, který se před vtažením do běhu událostí nezajímal o politiku. Žije v rodině s několika manželkami, manželi a dětmi, která je jedna z nejstarších a má vlastní samostatnou farmu.
- Profesor Bernardo de la Paz – starý, velmi inteligentní člověk, zběhlý v politice, chronický revolucionář, který byl na Lunu poslán za svoji podvratnou činnost na Zemi. Sám sebe označuje za racionálního anarchistu.
- Wyoh (Wyoming Knottová) – energická, inteligentní žena. V mládí prožila tragédii, když porodila poškozené dítě.
- Stuart – volnomyšlenkář ze Země, kterému se Luna natolik zalíbí, že se jí rozhodne pomoci získat samostatnost.
- Máma – nejstarší manželka Davisovy rodiny, v rodině má hlavní slovo.

## Zajímavosti
- Zajímavostí je, že Heinlein vůbec nepočítal s nějakými přenositelnými médii, jaké známe dnes. Důkazem toho je, že když Mana potřeboval přenést program z jednoho počítače na jiný, tak si ho nechal vytisknout a pak ho znova naťukal do klávesnice toho druhého.
- V knize je zmíněno dílo amerického spisovatele E. A. Poea Odcizený dopis.[3]